# Trópico Telecomunicações Avançadas
Trópico Telecomunicações Avançadas é uma empresa brasileira do setor de telecomunicações fundada em 1999. É resultado de uma joint venture entre a Promon e a fundação CPqD e atua no desenvolvimento de equipamentos para redes de próxima geração (NGN) e na manutenção da tecnologia desenvolvida pela Telebrás.
Seus equipamentos estão presentes nas redes das maiores operadoras de telefonia do Brasil como a Telefônica e a Oi. O bom desempenho deles em situações limite rendeu elogios da primeira operadora.
A empresa foi mencionada na Revista Exame como uma das empresas que mais conseguiram inovar no país. Em outra pesquisa realizada pela Monitor Group e Exame os produtos da Plataforma Vectura (Softswitch e Signaling Server) produzida pela empresa foram listados entre os 25 projetos mais inovadores do país.